# Wolfram Lobin
Wolfram Lobin (* 12. Juni 1951 in Bad Münder am Deister) ist ein deutscher Botaniker. Lobin war von 1987 bis 2016 Kustos des Botanischen Gartens der Rheinischen Friedrich-Wilhelms-Universität Bonn. Er ist Spezialist für Inselfloren, insbesondere für Flora und Vegetation der Kanarischen Inseln, Madeiras und der Kapverdischen Inseln. Ein weiterer Schwerpunkt seiner Arbeit ist die Rolle der botanischen Gärten für die Biodiversitätserhaltung und bei der Umsetzung der Biodiversitätskonvention (Convention on the Biological Diversity, CBD).

## Leben
Wolfram Lobin besuchte das Gymnasium in Hanau und studierte nach seinem Abitur (1970) Biologie mit dem Nebenfach Biochemie an der Technischen Hochschule Darmstadt. 1974 wechselte er an die Georg-August-Universität Göttingen. Sein Diplom legte er 1977 in Darmstadt ab. Von 1977 bis 1978 war er Wissenschaftlicher Angestellter des Instituts für Naturschutz in Darmstadt. 1978 begann er unter Anleitung von Focko Weberling, Universität Ulm und Hans Joachim Conert, Senckenbergmuseum Frankfurt als Doktorand und Mitarbeiter in der Botanisch-Paläobotanischen Abteilung am Forschungsinstitut Senckenberg in Frankfurt am Main mit seinen Forschungen über die Pflanzenwelt der Kapverdischen Inseln. Er promovierte 1982 mit der Arbeit „Untersuchung über Flora, Vegetation und biogeographische Beziehungen der Kapverdischen Inseln“. Anschließend war Lobin von 1982 bis 1988 Wissenschaftlicher Mitarbeiter im DFG-Projekt „Biogeographische Stellung der Kapverdischen Inseln“. Im Rahmen dieser Tätigkeiten unternahm er zahlreiche Forschungs- oder Studienreisen auf die Kapverdischen Inseln, die Kanarischen Inseln, nach Griechenland, Marokko, Spanien, England (Kew), Frankreich und Italien.
Als Kustos der Botanischen Gärten der Rheinischen Friedrich-Wilhelms-Universität in Bonn führten ihn weitere Forschungsreisen und Exkursionen nach Madeira, Mallorca, zum Gardasee, nach Südafrika, Somalia, Chile (Osterinsel), Georgien und Angola.
Wolfram Lobin ist der Sohn des Journalisten und Schriftstellers Gerd Lobin und dessen Ehefrau Eva, geb. Eiben.

## Mitgliedschaften und Ehrenämter
- Gründungsmitglied des Verbandes Botanischer Gärten
- Sprecher der deutschen Kustoden von Botanischen Gärten
- Deutscher Vertreter im European Botanic Gardens Consortium
- Europäischer Vertreter in der International Association of Botanic Gardens.

## Von W. Lobin beschriebene Pflanzenarten (Auswahl)
- Tornabenea humilis Lobin & K.H.Schmidt (Apiaceae)
- Tornabenea ribeirensis K.H. Schmidt & Lobin (Apiaceae)
- Amorphophallus barthlottii Ittenb. & Lobin (Araceae)
- Amorphophallus canaliculatus Ittenb., Hett. & Lobin (Araceae)
- Amorphophallus hetterscheidii Ittenb. & Lobin (Araceae)
- Arum megobrebi Lobin, M. Neumann, Bogner & P.C. Boyce (Araceae)
- Eminium koenenianum Lobin & P.C. Boyce (Araceae)
- Vernonia caboverdeana Lobin (Asteraceae)
- Limonium sundingii Leyens, Lobin, N. Kilian & Erben (Plumbaginaceae)
- Eragrostis conertii Lobin (Poaceae)
- Striga barthlottii Eb. Fisch., Lobin & Mutke (Scrophulariaceae)

## Dedikationsnamen
Norbert Kilian und Teresa Leyens beschrieben 1994 eine neu entdeckte Strandfliederart von den Kapverdischen Inseln zu Ehren von Lobin als Limonium lobinii N. Kilian & Leyens.
2017 beschrieben Tim Böhnert und Maximilian Weigend eine neu entdeckte Art der Gattung Brunellia (Brunelliaceae) aus Kañaris im Norden von Peru (Brunellia lobinii Böhnert & Weigend) zu Ehren von Wolfram Lobin.

## Schriften (Auswahl)
- mit U. Hillesheim-Kimmel, H. Karafiat und K. Lewejohann: Die Naturschutzgebiete von Hessen. (= Schriftenreihe Inst. Naturschutz Darmstadt. 11). 1978.
- als Hrsg.: Ergebnisse des 1. Symposiums „Fauna und Flora der Kapverdischen Inseln“. (= Cour. Forsch.-Inst. Senckenberg. 52). 1982, ISBN 3-510-61208-6.
- Untersuchung über Flora, Vegetation und biogeographische Beziehungen der Kapverdischen Inseln. (= Cour. Forsch.-Inst. Senckenberg. 53). 1982, ISBN 3-510-61207-8.
- als Hrsg.: Ergebnisse des 2. Symposiums „Fauna und Flora der Kapverdischen Inseln“. Teil 1. (= Cour. Forsch.-Inst. Senckenberg. 68). 1984, ISBN 3-510-61192-6.
- als Hrsg.: Ergebnisse des 2. Symposiums „Fauna und Flora der Kapverdischen Inseln“. (Makaronesien-Kolloquium). (= Cour. Forsch.-Inst. Senckenberg. 71). 1984, ISBN 3-510-61190-X.
- als Hrsg.: 5. Beitrag zur Fauna und Flora der Kapverdischen Inseln. (= Cour. Forsch.-Inst. Senckenberg. 81). 1986, ISBN 3-510-61060-1.
- als Hrsg.: 6. Beitrag zur Fauna und Flora der Kapverdischen Inseln. Ergebnisse des 3. Symposiums „Fauna und Flora der Kapverdischen Inseln“. (= Cour. Forsch.-Inst. Senckenberg. 95). 1987, ISBN 3-510-61169-1.
- als Hrsg.: 7. Beitrag Fauna und Flora der Kapverdischen Inseln. (= Cour. Forsch.-Inst. Senckenberg. 105). 1988, ISBN 3-510-61009-1.
- als Hrsg.: 8. Beitrag Fauna und Flora der Kapverdischen Inseln - 4. Symposium. (= Cour. Forsch.-Inst. Senckenberg). 1991, ISBN 3-510-61010-5.
- als Hrsg.: 9. Beitrag zur Fauna und Flora der Kapverdischen Inseln. Ergebnisse des 5. Symposiums in Leiden. (= Cour. Forsch.-Inst. Senckenberg. 159). 1993, ISBN 3-510-61013-X.
- mit E. Fischer: Farnpflanzen Europas. In: W. Frey, J.-P. Frahm, E. Fischer, W. Lobin: Die Moos- und Farnpflanzen Europas. (= Kleine Kryptogamenflora. Band 4). Gustav Fischer Verlag, Stuttgart/ Jena/ New York 1995, ISBN 3-437-30756-8, S. 319–394.
- Vegetation und Tierwelt. In: R. Osang: Dumont, Reise-Taschenbücher Kapverdische Inseln. 1995, S. 18–22.
- mit S. Ittenbach: Amorphophallus. In: M. Thulin (Hrsg.): Flora of Somalia. Band 4: Angiospermae (Hydrocharitaceae - Pandanaceae). 1995, ISBN 0-947643-88-5, S. 20–21.
- mit T. Leyens (Hrsg.): Primeira Lista Vermelha de Cabo Verde. (= Cour. Forsch.-Inst. Senckenberg. 193). 1996, ISBN 3-929907-34-8.
- mit G. Rauer, M. von den Driesch, P. L. Ibisch und W. Barthlott: Beitrag der deutschen Botanischen Gärten zur Erhaltung der Biologischen Vielfalt und Genetischer Ressourcen – Bestandsaufnahme und Entwicklungskonzept. Bundesamt für Naturschutz. Landwirtschaftsverlag Münster, 2000, ISBN 3-7843-3806-2.
- mit M. von den Driesch: Botanische Gärten und Erhaltung Biologischer Vielfalt. Ein Erfahrungsaustausch. Bundesamt für Naturschutz. Landwirtschaftsverlag Münster, 2001, ISBN 3-7843-3816-X.
- mit F. Klingenstein und M. von den Driesch: Bedeutung und Aktivitäten der Botanischen Gärten im ex-situ- und in-situ-Artenschutz in Deutschland auf Grundlage der Biodiversitätskonvention. (= Schriftenreihe Vegetationskunde. 36). 2002, ISBN 3-7843-3506-3, S. 139–150.
- mit F. Klingenstein und M. von den Driesch: Pflanzensammlungen in Deutschland, Österreich und der Schweiz. Ein erstes Verzeichnis bedeutender Lebendsammlungen. Bundesamt für Naturschutz. Landwirtschaftsverlag Münster, 2003, ISBN 3-7843-3834-8.